# Мо Янь
Мо Янь (кит. упр. 莫言, пиньинь Mò Yán, палл. Мо Янь; род. 17 февраля 1955 года, Шаньдун, КНР) — современный китайский писатель, почётный доктор филологии Открытого университета Гонконга. Лауреат Нобелевской премии по литературе 2012 года за «его галлюцинаторный реализм, который объединяет народные сказки с историей и современностью». За пределами Китая наиболее известен как автор повести, по которой был снят фильм «Красный гаолян».
Китайская критика относит его творчество к «литературе поиска корней» (кит. 寻根文学, сюньгэнь вэньсюэ) и «магическому реализму». Ин Лихуа называет его «несомненно, одним из самых креативных и наиболее плодовитых сегодняшних китайских писателей», секрет успеха которого — в претворении грубого и земного в нечто утончённое для достижения лирической радости, которой проникнуты его труды. Говард Голдблатт утверждает, что его имя знает каждый грамотный китаец, и сравнивает малую родину Мо Яня с фолкнеровской Йокнапатофой, указывая, что писатель предпринял амбициозный проект летописания китайской истории XX века в своих бестселлерах.

## Биография
Мо Янь — это псевдоним, в переводе с китайского означает «молчи». Настоящее имя — Гуа́нь Мое́ (кит. упр. 管谟业, пиньинь Guǎn Móyè).
Родился, по данным Н. К. Хузиятовой и Ин Лихуа, в 1955 году в области Далань уезда Гаоми современного городского округа Вэйфан провинции Шаньдун (в тамошней деревне происходят события ряда его произведений), в 11 лет был вынужден оставить школу из-за «культурной революции». В 1976 году, после нескольких отказов, смог вступить в армию, где стал кадровым политработником. В армии он продолжил образование, в 1984 году стал слушателем Академии искусств НОАК, позже — аспирантом Литературного института имени Лу Синя Пекинского педагогического университета.
Принят в Союз китайских писателей в 1986 году. Вышел в отставку из рядов вооружённых сил в 1997 году и стал редактором газеты.
В настоящее время Мо Янь занимает пост заместителя председателя Союза китайских писателей.

## Творчество

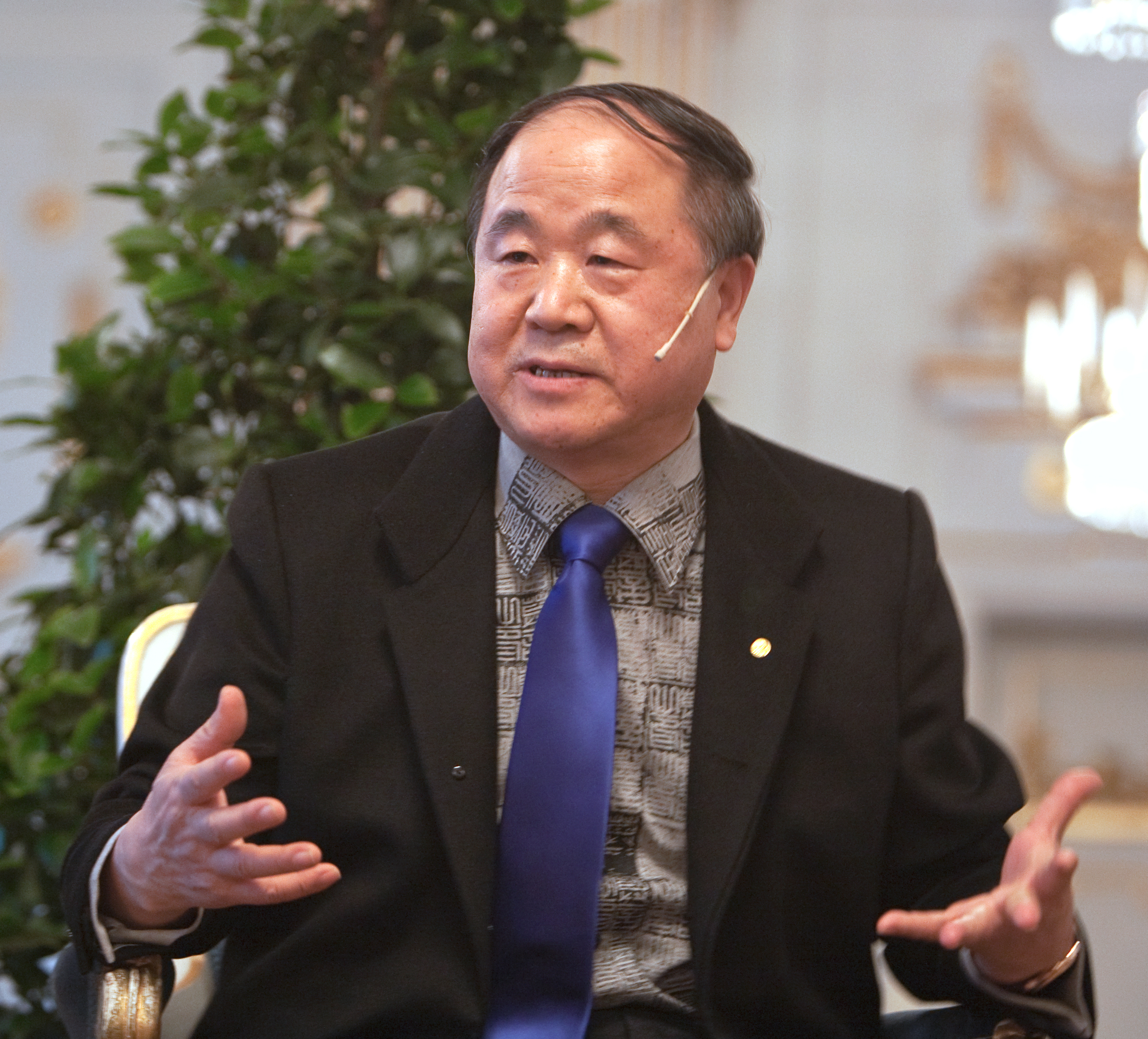
Мо Янь на вручении Нобелевской премии, 2012 год

Мо Яня вместе с рядом современников, активно вошедших в литературу во второй половине 1980-х годов, принято относить к четвёртому из пяти поколений современной китайской литературы.
Мо Янь начал литературную карьеру в 1981 году и первые произведения создал в традиционной реалистической манере, с повествованием от третьего лица, к ним относится «Народная музыка» («Миньцзянь иньюэ»). Уже с середины 1980-х годов он заметно усложняет манеру повествования.
Первым произведением Мо Яня, привлёкшим внимание читателей, стала повесть «Редька, красная снаружи, прозрачная внутри», рассказ в которой, смешиваясь с голосом рассказчика, ведётся от лица деревенского мальчика-сироты, обладающего чуткостью восприятия природы.
Повесть «Красный гаолян», опубликованная в 1986 году, была удостоена национальной премии КНР «За лучшую повесть года» и получила мировую известность, также как и её экранизация, которую через год осуществил Чжан Имоу. В небольшом произведении излагается история одной семьи в 1930-е годы на фоне антияпонской войны, повествователем выступает внук участников событий, в эпизодах нарушается линейная последовательность.
В 1987 году был опубликован объединённый одним героем цикл повестей «Красный гаолян: семейная сага», который автор называет романом. Цикл, по оценке Н. К. Хузиятовой, «представляет собой смешение мифов и легенд с историями гротесковой жестокости».
По словам Ин Лихуа, эпические саги Мо Яня — это смешение непристойного языка, побед сексуального насилия, неумолимой мести и дикарского поведения. Его язык стремится, как поток, соединяясь с фантастическими взлётами воображения.
В романе «Пытка сандалового дерева» («Таньсян син») Мо Янь использует рифмованную прозу, приближая текст к устному исполнению. Это любовная история, действие которой происходит во время восстания 1900 года и включает описания ужасных пыток.
Сюрреалистический роман «Страна вина» («Цзю го», 1992) осмеивает китайскую одержимость пищей и «каннибалистическую» культуру, ранее осуждённую Лу Синем. Х. Голдблатт отмечает влияние Рабле.
В своих произведениях, называемых «взрывом жизненных энергий», Мо Янь превозносит изначальные силы, которые, по его мнению, подавлялись две тысячи лет конфуцианской цивилизацией, и рассматривает либидо как существенный стимул. Он считает, что древнему китайскому народу для обновления необходимы «большие груди и широкие бёдра». Роман с таким названием — летопись жизни сексуально мощной, плодовитой и мудрой женщины начиная с конца Цин до эпохи после смерти Мао.
Писатель исследует человеческую жестокость, бюрократическое разложение и индивидуальный героизм.
Одна из последних книг Мо Яня «Устал рождаться и умирать» («Шэнсы пилао», 2006) исследует отношения крестьянина с землёй и, в отличие от прежних работ, содержит меньше насилия и более созерцательна. История, которую многие считают лучшим произведением Мо Яня, рассказана от лица помещика, казнённого во время земельной реформы 1950 года и наблюдающего за событиями последующих 50 лет, перерождаясь в различных домашних животных.
Это произведение было удостоено премии Ньюмена по китайской литературе. А в 2011 году писатель получил Литературную премию Мао Дуня за книгу «Лягушка». В 2012 году удостоен Нобелевской премии по литературе.
Особое влияние на творчество Мо Яня, по собственному признанию писателя, оказали Ф. Рабле, П. Уайт, Г. Гарсиа Маркес и У. Фолкнер.
Произведения Мо Яня переведены на более чем десять языков, включая английский, французский, немецкий и норвежский. Первым полноценным переводом на русский язык стал рассказ «Тетушкин чудо-нож» («姑妈的宝刀», «Гума дэ баодао»). Ещё до вручения нобелевской премии в периодике публиковались отрывки романов «Красный гаолян» и «Страна вина». В настоящее время в переводах Игоря Егорова на русский язык вышли романы «Страна вина», «Большая грудь, широкий зад» и «Устал рождаться и умирать», а в переводе Н. Власовой — роман «Перемены».

## Произведения
- «Красный гаолян», роман, первая публикация на китайском — 1987 год, на английском — 1993 год.
- «Чесночные баллады», первая публикация на английском — 1995 год, на русском не изданы.
- «Взрывы и другие истории», сборник рассказов, на русском не издан.
- «Страна вина» (англ.), роман, первая публикация на китайском — 1992 год, на английском — 2000 год, на русском — 2012 (ISBN 978-5-367-02229-2).
- «Шифу, ты пойдешь на все, чтобы посмеяться», сборник рассказов, первая публикация на английском — 2002 год, на русском не издан.
- «Большая грудь, широкий зад», первая публикация на китайском — 1996 год, на английском — 2005 год, на русском — в марте 2013 года.
- «Белая собака на качелях», русский перевод издан в 2012 году
- «Человек и животное»
- «Повыше́ние»
- «Стальной ребёнок»
- «Кюре»
- «История любви»
- «Сад Шэнь»
- «Брошенный ребёнок»
- Сборник «Тоумин дэ хун лобо» («Редька, красная снаружи, прозрачная внутри»)
- «Шисань бу», роман («Тринадцать шагов»), первая публикация на китайском — 2012 год.
- Мо Янь вэньцзи, 12 цз. (Собрание сочинений Мо Яня в 12 томах). Пекин, 2004.

## Переводы на русский язык
- Тетушкин чудо-нож / Пер. Д. Маяцкого // Современная китайская проза. Багровое облако : антология составлена Союзом китайских писателей. — М. ; СПб., 2007. — С. 335—351.
- Белая собака на качелях / Мо Янь [пер. с кит. М. Завьяловой] — Институт Конфуция № 6 (15) 2012
- Страна вина : [роман] / Мо Янь; [пер. с китайского, примечания И. А. Егорова]. — СПб.: Амфора. ТИД Амфора, 2012. — 446 с. — (Нобелевская премия 2012). ISBN 978-5-367-02229-2
- Большая грудь, широкий зад: [роман] / Мо Янь; [пер. с кит., примеч. И. А. Егоров]. — Санкт-Петербург : Амфора. ТИД Амфора, 2013. — 830, [1] с. — (Нобелевская премия 2012). ISBN 978-5-367-02653-5
- Устал рождаться и умирать: [роман] / Мо Янь; [пер. с кит., примеч. И. Егорова]. — СПб.: Амфора, 2014. — 703 с. — (Нобелевская премия 2012). ISBN 978-5-367-03281-9
- Перемены / Мо Янь; [пер. с кит. Н. Власовой]. — М.: Эксмо, 2014. — 144 с. — (Интеллектуальный бестселлер). ISBN 978-5-699-70036-3
- Лягушки / пер. с китайского И. Егорова. — М.: Эксмо, 2020. ISBN 978-5-04-106548-5
- Красный гаолян / Мо Янь: [пер. с кит. Н.Власова] — ISBN 978-5-7516-1474-4
- Сорок одна хлопушка / Мо Янь: [пер. с кит., примеч. И. А. Егоров]. — Inspiria, ISBN 978-5-04-117698-3
- Смерть пахнет сандалом / Мо Янь: [пер. с кит. И. А. Егоров, К. Батыгин].  — М.: Эксмо. Inspiria. Loft. Лучшие произведения Мо Яня, 2024. — 576 с.
- Красный гаолян / Мо Янь:  [пер. с кит. Наталья Власова] .  — М.: Эксмо. Inspiria. Loft. Лучшие произведения Мо Яня, 2025. — 480 с.

## Экранизации
- «Красный гаолян», Китай, 1987 г.
- «Счастье на час», Китай, 2000 г.